# Guadalupe Quistaj
Guadalupe Quistaj är en ort i Mexiko.   Den ligger i kommunen Comitán Municipality och delstaten Chiapas, i den sydöstra delen av landet, 800 km öster om huvudstaden Mexico City. Guadalupe Quistaj ligger 1 553 meter över havet och antalet invånare är 570.
Terrängen runt Guadalupe Quistaj är en högslätt. Runt Guadalupe Quistaj är det ganska glesbefolkat, med 43 invånare per kvadratkilometer. Närmaste större samhälle är Las Margaritas, 12,3 km nordost om Guadalupe Quistaj. I omgivningarna runt Guadalupe Quistaj växer huvudsakligen savannskog.